# Północnokaukaskie Antybolszewickie Zjednoczenie Narodowe
Północnokaukaskie Antybolszewickie Zjednoczenie Narodowe (ros. Северо-Кавказское антибольшевистское национальное объединение), występowała też pod nazwą Narodowe Zjednoczenie Północnego Kaukazu - emigracyjna organizacja północnokaukaska
Organizacja została utworzona w listopadzie 1951 r. w Monachium przez Abdurachmana Awtorchanowa na zjeździe przedstawicieli emigracji północnokaukaskiej. Odbyło się to w porozumieniu z amerykańskim wywiadem. Funkcje zastępców przewodniczącego pełnili Chadżarow i Siżażiew. Organem prasowym było pismo "Свободный Кавказ", finansowane przez Amerykanów. Głoszono hasła walki z reżimem sowieckim w porozumieniu z innymi organizacjami emigracyjnymi w celu powołania niezawisłej państwowości kaukaskiej. Jednym z głównych przejawów działań organizacji było powołanie specjalnej komisji ds. badań nad deportacjami narodów górskich północnego Kaukazu. Nazwała ona deportacje mianem ludobójstwa. Działalność Zjednoczenia zamarła pod koniec lat 50.